# Duane Whitaker
Duane Whitaker, född 23 juni 1959 i Abilene, Texas, är en amerikansk skådespelare. Han är mest känd för sina roller i Pulp Fiction och From Dusk Till Dawn 2: Texas Blood Money. Hans av kritiker mest uppskattade roll är den som huvudpersonen i filmen Eddie Presley som handlar om en misslyckad Elvis-look-a-like. Under inspelningen av den filmen träffade han Quentin Tarantino som gav honom en roll i sin Pulp Fiction. Han har också skrivit för film. Han har en roll i den amerikanska versionen av Bron, The Bridge.

## Filmografi
- 2010 – Exodus Fall
- 2010 – Dozers
- 2009 – Albino Farm
- 2008 – The Butcher
- 2008 – Rex
- 2008 – Trailer Park of Terror
- 2007 – Urban Decay
- 2007 – Cold Ones
- 2007 – Broke Sky
- 2005 – Feast
- 2005 – The Devil's Rejects
- 2002 – Groom Lake
- 2002 – Out of These Rooms
- 2000 – Tempest Eye
- 1999 – From Dusk Till Dawn 2
- 1998 – Together & Alone
- 1998 – Spoiler
- 1997 – The Haunted Sea
- 1998 – Within the Rock
- 1995 – Tales from the Hood
- 1995 – Night of the Scarecrow
- 1994 – Pulp Fiction
- 1994 – Saturday Night Special
- 1994 – Puppet Master 5
- 1992 – Eddie Presley
- 1991 – Dark Rider
- 1990 – Motorsågsmassakern 3
- 1988 – Deadlu Dreams
- 1988 – Hobgoblins